# Shorts (film)
Pour les articles homonymes, voir Short (homonymie).
Pour plus de détails, voir Fiche technique et Distribution.
Shorts ou La Pierre magique au Québec est un film américano-émirati réalisé par Robert Rodriguez et sorti en 2009.
Le film reçoit des critiques mitigées et n'est pas un succès commercial. Il n'est pas sorti dans les salles françaises.

## Synopsis
Narrateur non fiable, Toby Thompson raconte, de manière plutôt décousue, une série d'épisodes narrant les phénomènes liés à la découverte d'une pierre magique  dans une banlieue typiquement américaine, où toutes les maisons se ressemblent. Ici, tout le monde travaille pour Black Box, une entreprise multinationale de télécommunications tenue de main de maître par le terrible Carbon Black. Tous habitent dans la Black Falls Community, notamment la famille Thompson.
Bill et Jane, les parents de Toby, sont sur la sellette : ils doivent à tout prix améliorer le produit phare de l'entreprise Black Box, sous peine de licenciement immédiat et exclusion du quartier.
Vivant dans son "monde", Toby est la risée de sa grande sœur Stacey et de ses camarades de classe. Le jeune geek est régulièrement maltraité par les autres élèves de l'école, notamment les enfants de M. Black, Helvetica et Cole. Un jour, alors qu'on lui jette des pierres, il en reçoit une très particulière. Multicolore et magique, elle permet à celui qui la tient de voir ses vœux se réaliser, même les plus improbables. Alors qu'il n'avait jusque là uniquement des amis imaginaires, Toby va l'utiliser pour se faire des amis. Ils vont prendre la forme de mini extraterrestres, qui vont créer divers troubles dans les parages. Toby va par ailleurs se lier d'amitié avec un autre élève, Loogie Short, qui vit dans le quartier avec ses frères, Laser et Lug. Ils sont à l'origine de la découverte de la fameuse pierre et ils avaient souhaité s'en débarrasser la jugeant trop dangereuse. Dans le voisinage,  il y a également le jeune Nose et son père, le Dr Noseworthy, très stressé et atteint de mysophobie.

## Fiche technique
Sauf indication contraire, les informations mentionnées dans cette section peuvent être confirmées par la base de données cinématographiques IMDb,  présente dans la section « Liens externes ».
- Titre québécois : La Pierre magique
- Titre original : Shorts (titre long : Shorts: The Adventures of the Wishing Rock)[2]
- Titre international alternatif :The Wishing Rock
- Réalisation et scénario : Robert Rodriguez
- Musique : Robert Rodriguez, George Oldziey et Carl Thiel
- Décors : Steve Joyner
- Costumes : Nina Proctor
- Photographie : Robert Rodriguez
- Montage : Ethan Maniquis et Robert Rodriguez
- Production : Denise Di Novi, Nick Cassavetes, Elizabeth Avellan et Robert Rodriguez
- Sociétés de production : Troublemaker Studios, Media Rights Capital, Lin Pictures et Imagenation Abu Dhabi FZ
- Société de distribution : Warner Bros.
- Budget : 20 000 000 $
- Langue originale : anglais
- Pays de production :  États-Unis,  Émirats arabes unis
- Format : Couleur 1.85:1 - son : DTS - Dolby Digital - SDDS
- Genre : comédie, aventures, fantastique
- Durée : 89 minutes
- Dates de sortie[2] :

Canada, États-Unis : 21 août 2009
France : 30 novembre 2011 (vidéo à la demande)

## Distribution
- Adam Campbell : Dad Thompson
- William H. Macy (V. F. : Javier Gutiérrez) : Dr Noseworthy
- James Spader (V. F. : Pablo Pinedo) : Carbon Black
- Jimmy Bennett (V. F. : Gabriel Bismuth-Bienaimé) : Toby "Toe" Thompson
- Kat Dennings : Stacey Thompson
- Jon Cryer : Bill Thompson
- Leslie Mann : Jane Thompson
- Trevor Gagnon : Loogie
- Rebel Rodriguez : Lug
- Leo Howard : Laser
- Jake Short : Nose Noseworthy
- Jolie Vanier : Helvetica Black
- Angela Lanza : la maîtresse d'école
- Devon Gearhart : Cole Black
- Alejandro Rose-Garcia : John, le petit ami de Stacey
- Jareb Dauplaise (en) : Goofy Host
- Crista Flanagan (en) : Security Officer Gideon
- Danny Jacobs : Male Employee
- Heather Wahlquist (V. F. : Gabriela Spanic) : Female Employee

## Production

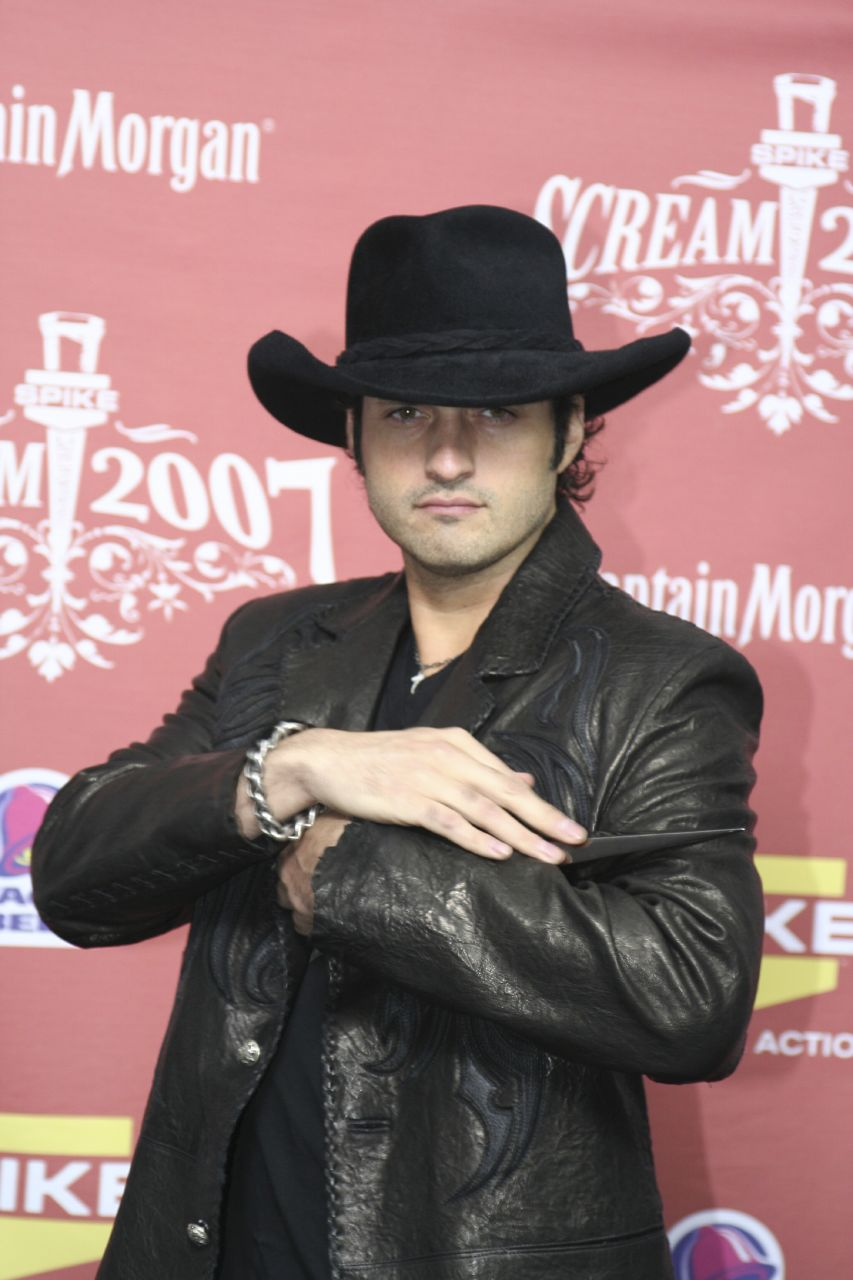
Robert Rodriguez occupe ici de nombreuses fonctions : réalisateur, scénariste, producteur, monteur, compositeur, directeur de la photographie et superviseur des effets visuels.

En janvier 2008, il est annoncé que Robert Rodriguez va réaliser, produire et écrire une coproduction américano-émirati. Il s'agit d'une comédie familiale fantastique alors intitulée Shorts: The Adventures of the Wishing Rock.
En juillet 2008, Jimmy Bennett est annoncé dans le rôle principal, alors que Jon Cryer, Leslie Mann et Kat Dennings were sont annoncés. Ils sont ensuite rejoints par William H. Macy, Jolie Vanier, Devon Gearhart, James Spader et Trevor Gagnon. Robert Rodriguez dirige ici certains de ses fils : Racer, Rocket et Rebel. Ce dernier était déjà présent dans Planète Terreur (2007), le précédent film de son père.
Alexa Vega, qui avait été dirigée par Robert Rodriguez dans la saga Spy Kids, est initialement choisie pour le rôle de Stacey Thompson. Cependant, elle est prise par le tournage du film Broken Hill en Australie. Elle est donc remplacée par Kat Dennings.
Le tournage a lieu à Austin, ville de résidence du réalisateur.
Robert Rodriguez compose à nouveau lui-même la musique de son film, cette fois assisté de George Oldziey et Carl Thiel. Robert Rodriguez interprète lui-même le morceau Spy Ballet, alors que Jimmy Bennett interprète Summer Never Ends.

## Sortie et accueil
Le film reçoit des critiques plutôt négatives. Sur l'agrégateur américain Rotten Tomatoes, il récolte 46% d'opinions favorables pour 102 critiques et une note moyenne de 5,31⁄10. Sur Metacritic, il obtient une note moyenne de 53⁄100 pour 22 critiques.
Côté box-office, le film récolte 28 972 508 $ dans le monde, dont 20 919 166 $ sur le sol américain.
Le film n'est pas sorti en salles en France. La seule version française connue à ce jour, est la version québécoise sortie le 21 août 2009. La VF est sortie sur DVD le 2 novembre 2009[pas clair][réf. nécessaire]. Le film est disponible en France en vidéo à la demande à partir du 30 novembre 2011

## Distinctions
Le film obtient une récompense aux Young Artist Awards 2010 (meilleure distribution de jeunes acteurs) et une nomination dans la catégorie meilleure jeune actrice pour Jolie Vanier.

## Clin d’œil
Toby mange des céréales de la marque Great White Bites, une marque fictive déjà présente dans Planète terreur (2007).